# 乔·巴克 (1969年)
约瑟夫·弗朗西斯·巴克（英語：Joseph Francis Buck；1969年4月25日—）是美国体育解说员，也是体育解说员杰克·巴克的儿子。他知名於他在福克斯体育的工作，包括在全国足球联赛和职业棒球大联盟做體育評述員。自1996年以来，他每年都担任世界系列赛的逐场播音员，但1997年和1999年除外。
巴克出生在佛罗里达州的圣彼得堡，并在圣路易斯地区长大，他在那里就读于圣路易斯乡村日间学校。他于1989年在印第安纳大学布卢明顿分校读本科时开始了他的广播生涯。
巴克为当时的路易斯维尔红鸟队（一个小联盟附属机构）进行了逐场比赛报道，他是1989年AAA全明星赛的记者。1991年，他为圣路易斯的CBS附属机构KMOV做报道。此外，1991年，巴克开始在当地电视台和KMOX电台为红雀队进行广播，而他的父亲则在CBS的电视节目中工作。在1992年至1993年赛季，他是密苏里大学篮球广播的播音员。
巴克在被福克斯体育聘用后继续打电话给红雀队的比赛，最初是和他的父亲一起在KMOX上，后来在FSN中西部电视台上。然而，随着他的网络职责增加，他在当地的工作量减少了，在2008年賽季之前，宣布他将不再为FSN中西部呼叫红雀队的电视转播。这标志着自1960年賽季以来，巴克家族的成员第一次不属于球队的广播剧组。
1994年賽季，巴克被福克斯聘用，并在25岁时成为有史以来最年轻的在网络电视上解說NFL的人。
2021 年，巴克擔任遊戲節目 危险边缘! 的嘉賓主持人，在那裡他主持了馬特·阿莫迪奧三十八場胜利中的五場。
巴克和廣播合作夥伴特洛伊艾克曼於 2022 年離開網絡，加入迪士尼的 ESPN 頻道，擔任 NFL 比賽的首席評論員。

## 外部連結
- 乔·巴克的X（前Twitter）